# برج (زبرخان)
برج (نیشابور)، روستایی از توابع بخش زبرخان شهرستان نیشابور در استان خراسان رضوی ایران است.

## جمعیت
این روستا در بخش زبرخان  قرار دارد جمعیت روستای برج 1780 نفر (580 خانوار) طبق آمار مرکز خانه بهداشت و شورای اسلامی روستا  در سال 1396میباشد.